# 薛展
薛展（8世纪—798年），字號、生平皆不詳。
唐德宗建中四年（783年）癸亥科狀元，主考官是禮部侍郎李紓。本科進士及第二十七人。同榜有武元衡等。事蹟失考。据墓志知其籍贯河东汾阴，官终尚书祠部员外郎。